# Antje Hermenau
Antje Hermenau (Leipzig, 3 juillet 1964) est une femme politique allemande.